# Frank Kooiman
Frank Kooiman (født 13. januar 1970 i Vlaardingen, Holland) er en hollandsk tidligere fodboldspiller (målmand).
Kooiman tilbragte hele sin 14 år lange karriere i hjemlandet, hvor han repræsenterede blandt andet VVV-Venlo, Sparta Rotterdam og PSV Eindhoven. Hos sidstnævnte var han med til at vinde det hollandske mesterskab i 2002, men var dog kun på banen i to af kampene i løbet af sæsonen.

## Titler
Æresdivisionen
- 2002 med PSV Eindhoven